# Ganassi (Lanao del Sur)
Ganassi (Bayan ng Ganassi) är en kommun i Filippinerna. Kommunen ligger på ön Mindanao, och tillhör provinsen Lanao del Sur. Folkmängden uppgår till 18 947 invånare.

## Barangayer
Ganassi är indelat i 32 barangayer.
| - Bagoaingud - Balintad - Barit - Bato Batoray - Campong a Raya - Gadongan - Gui - Linuk - Lumbac - Macabao - Macaguiling | - Pagalongan - Panggawalupa - Pantaon A - Para-aba - Pindolonan - Poblacion - Baya - Sogod Madaya - Tabuan - Taganonok - Taliogon | - Masolun - Lumbacaingud - Sekun Matampay - Dapaan - Balintad A - Barorao - Campong Sabela - Pangadapun - Pantaon - Pamalian |